# The Make-Believe Wife

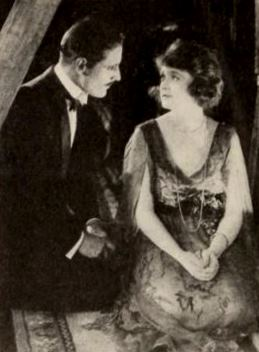
David Powell et Billie Burke, photo parue dans Exhibitors Herald.

The Make-Believe Wife est un film américain réalisé par John S. Robertson, sorti en 1918.

## Fiche technique
- Réalisation : John S. Robertson
- Scénario : Adrian Gil-Spea d'après une histoire de Edward Childs Carpenter
- Producteurs : Adolph Zukor, Jesse Lasky
- Photographie : William Marshall
- Distributeur : Paramount Pictures
- Durée : 5 bobines[1]
- Date de sortie : 17 novembre 1918

## Distribution
- Billie Burke : Phyllis Ashbrook
- Alfred Hickman : Roger Mason
- Ida Darling : Mrs. Ashbrook
- David Powell : John Manning
- Wray Page : Anita Webb
- Isabel O'Madigan : Mrs. Harbury
- Frances Kaye : Eileen Harbury
- Bigelow Cooper : Mr. Ashbrook
- Howard Johnson : Donald Ashbrook
- F. Gatenbery Bell : Mr. Harbury

## Censure
Comme beaucoup de films américains de l'époque, The Make-Believe Wife a fait l'objet de censure. Par exemple le Chicago Board of Censors, un comité de censure basé à Chicago a demandé la suppression dans la bobine n°4 de cinq intertitres correspondant à la scène de l'homme regardant la photo d'une femme et de sous-vêtements féminins.